# Yasuhiro Tominaga
Yasuhiro Tominaga (japanisch 富永 康博 Tominaga Yasuhiro; * 22. Mai 1980 in der Präfektur Fukuoka) ist ein ehemaliger japanischer Fußballspieler.

## Karriere
Tominaga erlernte das Fußballspielen in der Schulmannschaft der Higashi Fukuoka High School. Seinen ersten Vertrag unterschrieb er 1999 bei Nagoya Grampus Eight. Der Verein spielte in der höchsten Liga des Landes, der J1 League. 2001 wurde er an den Drittligisten Denso verliehen. Im August 2001 kehrte er zu Nagoya Grampus zurück. 2004 wechselte er zum Zweitligisten Sagan Tosu. Für den Verein absolvierte er 20 Ligaspiele. 2007 wechselte er zum Erstligisten Yokohama F. Marinos. Im September 2007 wechselte er zum Zweitligisten Consadole Sapporo. 2007 wurde er mit dem Verein Meister der J2 League und stieg in die J1 League auf. Ende 2008 beendete er seine Karriere als Fußballspieler.

## Erfolge
Nagoya Grampus Eight
- Kaiserpokal-Sieger: 1999